# Tombouctou à l'heure du lion
Tombouctou à l'heure du lion (titre original : Lion Time in Timbuctoo) est un roman court de science-fiction de Robert Silverberg, paru en octobre 1990.

## Distinction
'Tombouctou à l'heure du lion a été finaliste à l'élection du prix Locus du meilleur roman court 1991, sans toutefois remporter le prix.

## Publications

### Publications aux États-Unis
'Tombouctou à l'heure du lion est paru en octobre 1990 dans la revue Asimov's Science Fiction.
Il a connu de nombreuses publications ultérieures, notamment dans l'anthologie We Are for the Dark : 1987-90, publiée en décembre 2012 et rééditée en juin 2014.

### Publications en France
'Tombouctou à l'heure du lion a été publié en 1994 dans le recueil Le Nez de Cléopâtre, aux éditions Denoël. Au demeurant, ce recueil a fait l'objet de trois publications successives.
Il a aussi été publié dans l'anthologie Mon nom est Titan, sortie en août 2006, aux éditions J'ai lu, qui est une sélection des 23 meilleures nouvelles de Robert Silverberg publiées entre 1988 et 1997, formant le quatrième tome de la série Nouvelles au fil du temps.

## Résumé

### Contexte géopolitique et historique

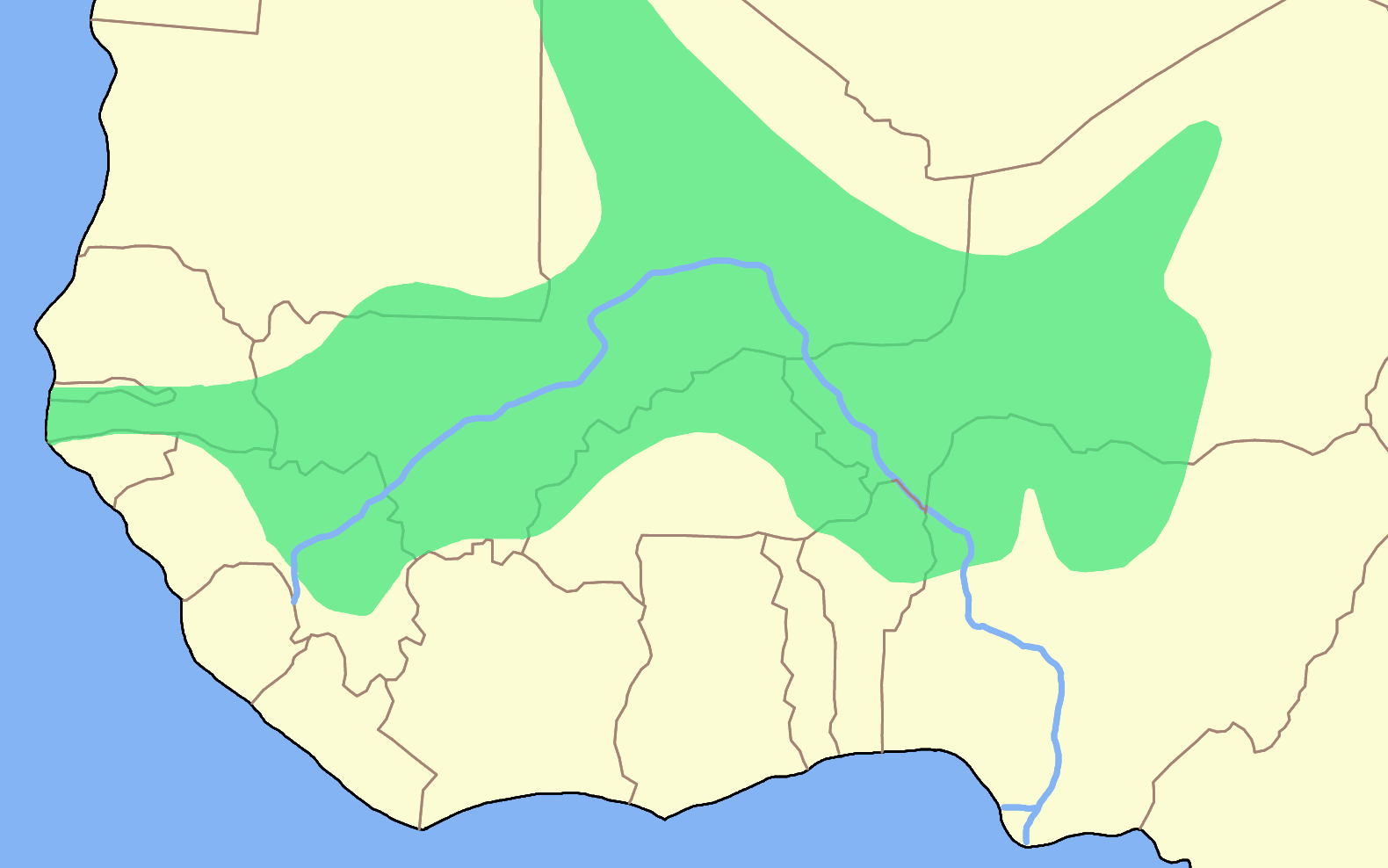
Carte de l'empire songhaï au XVI.

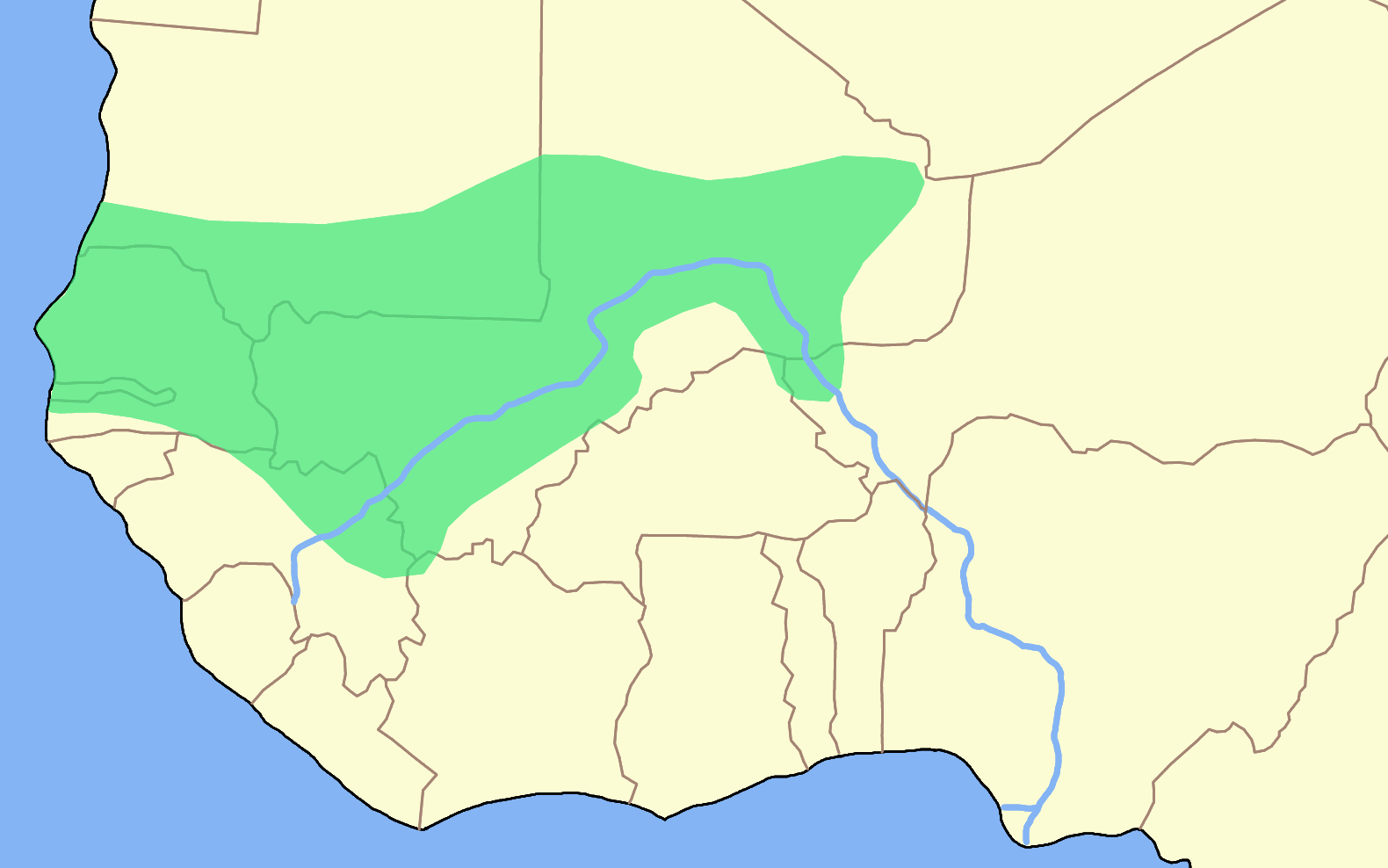
L'empire du Mali au début du XIV.

La nouvelle est une uchronie, avec deux événements divergents :
- le premier est situé en 1348 : à cette date, la Peste noire a été beaucoup plus dévastatrice que dans notre réalité, emportant les trois quarts – et non le quart – de la population d'Europe occidentale. Celle-ci est brisée et sans défense contre l'Empire ottoman, qui conquiert tout sur son passage, jusqu'à l'Angleterre. La Renaissance ne peut donc avoir lieu, pas plus que l'exploration du Nouveau Monde ou l'expansion coloniale européenne. Les royaumes d'Afrique noire comme les empires centre-américains du Nouveau Monde demeurent indépendants. Les techniques ne progressent que lentement. Les Turcs imposent leur langue, devenue langue internationale et diplomatique, ainsi que l'Islam dans la majeure partie de l'Europe.
- le second événement divergent est que l'Empire songhaï ne s'est pas effondré en 1591 à la suite de l'invasion des armées du sultan Ahmed al-Mansour sous le commandement de Djouder à la bataille de Tondibi.

En définitive, cet autre monde uchronique a atteint son XXe siècle. L'empire ottoman sur le déclin commence à se morceler ; déjà l'Angleterre a reconquis son indépendance. D'autres nations se désengagent peu à peu. Pendant ce temps-là, dans l'Empire songhaï, on assiste aux discussions diplomatiques entre les ambassadeurs turc, aztèque, inca, russe, péruvien, maori, chinois, anglais, etc., qui sont venus assister aux funérailles du vieux sultan mourant, « Grand Père », et au couronnement prévu de son fils, « Petit Père »… 
L'auteur présente aussi l'environnement géostratégique de cet empire, cerné à l'ouest et sur la côte du Ghana par l'Empire du Mali, au nord-ouest par le sultan de Marrakech, au nord-est par le pacha d'Egypte, au sud par l'Empire du Congo.

### Intrigues amoureuses et politiques
L'ambassadeur turc est venu dans la capitale Tombouctou avec sa fille, Sélima. Or Mickaël, le secrétaire de l'ambassadeur anglais, tombe amoureux de la jeune et belle femme. Mais l'agonie de « Grand Père » semble n'avoir pas de fin, et dure, dure… 
Au fur et à mesure que les jours, les semaines, puis les mois passent, Mickaël sent son amour pour Sélima grandir, tandis que les discussions entre ambassadeurs vont bon train. Le lecteur apprend alors que les Russes, les Anglais et les Aztèques se sont mis d'accord pour faire empoisonner « Petit Père » lors de la cérémonie officielle de la transition du pouvoir. La jeune épouse du vieux roi tendra à son beau-fils (Petit Père) une coupe, dont le liquide sacré aura été préalablement empoisonné. « Petit Père » décédé à son tour, son fils prendra immédiatement le pouvoir. Mais elle ignore que peu de temps après, les troupes de l'Empire du Mali envahiront l'Empire songhaï, au nom de la stabilité de l’Afrique subsaharienne. Les Maliens s'empareront ainsi du Songhaï et mettront la main sur ses richesses. L'intérêt des Anglais et des Russes est d'affaiblir les Turcs, alliés traditionnels du Songhaï ; celui des Aztèques est de renforcer son alliance stratégique et commerciale avec l'Empire maritime du Mali.

### Dénouement
Mickaël surprend Sélima en train de sortir du palais de « Petit Père », alors qu'elle vient de passer la nuit avec lui. Fou de jalousie amoureuse, Mickaël, plus tard, lui révèle le projet de coup d'État contre « Petit Père ». Sélima fait mine de ne pas le croire. 
« Grand Père » décède alors, et les préparatifs de la succession débutent. 
Sélima se rend alors au palais royal et rapporte secrètement les propos de Mickaël à son amant d'une nuit. « Petit Père » est ébranlé par ces révélations : est-ce la vérité ou une manipulation ? Lors de la cérémonie de transmission des pouvoirs, « Petit Père » acquiert la certitude que la coupe tendue par sa belle-mère contient un liquide empoisonné. Il ordonne l'arrestation des conjurés et la mise au secret des ambassadeurs impliqués. Peu après, les conjurés sont jetés dans la fosse aux lions, tandis que les ambassadeurs russe, anglais et aztèque sont déclarés persona non grata et expulsés. 
Mickaël, pour sa part, va partir en Turquie avec Sélima : en effet, non seulement il est « grillé » auprès des Anglais, mais encore Sélima reconnaît avoir des sentiments pour lui. La nouvelle se termine par une évocation par « Petit Père », devenu empereur du Songhaï, d'une pièce de théâtre fort connue de Shakespeare, Alexius et Khurrem, qui décrit un amour impossible entre un jeune homme grec et une jeune fille turque : tout devrait les opposer, mais l'amour les a fait se rapprocher, avec une fin dramatique . Concernant Mickaël et Sélima, ils vont vivre, sous réserve que Sélima aime Mickaël, et que le père de Sélima consente à l'union.